# 成願寺 (日向市)
成願寺（じょうがんじ）は宮崎県日向市にある曹洞宗の寺院。山号は安禅山、本尊は阿弥陀如来。

## 歴史
伊東義祐の家臣で西城の城主であった米良宮内正が、天文21年（1552年）頃に宋得善超を開山として招いて創建した。この際、宮内正は自ら一有唯心荘士と号して開基となっている。その後衰亡して一旦廃寺になったが、明暦年間（1655年 - 1657年）に延岡の台雲寺5世・霊峰円鎖によって中興された。

## 文化財
- 山陰百姓一揆供養塔 - 元禄3年（1690年）に起きた大規模逃散の際に処刑された首謀者の農民たちを供養するため、100年以上経った文化8年（1811年）に寺原和右衛門と成願寺8世・実門曳氏によって建立された[2]。1978年（ 昭和53年）1月19日に市の有形文化財に指定されている[3]。

また、他に元禄の逃散の際に高鍋藩に逃げ込んだ農民が提出した「乍恐申上候口上書」が現存しており、「梶田山陰旧記」と呼ばれている。